# 拉克什亞河

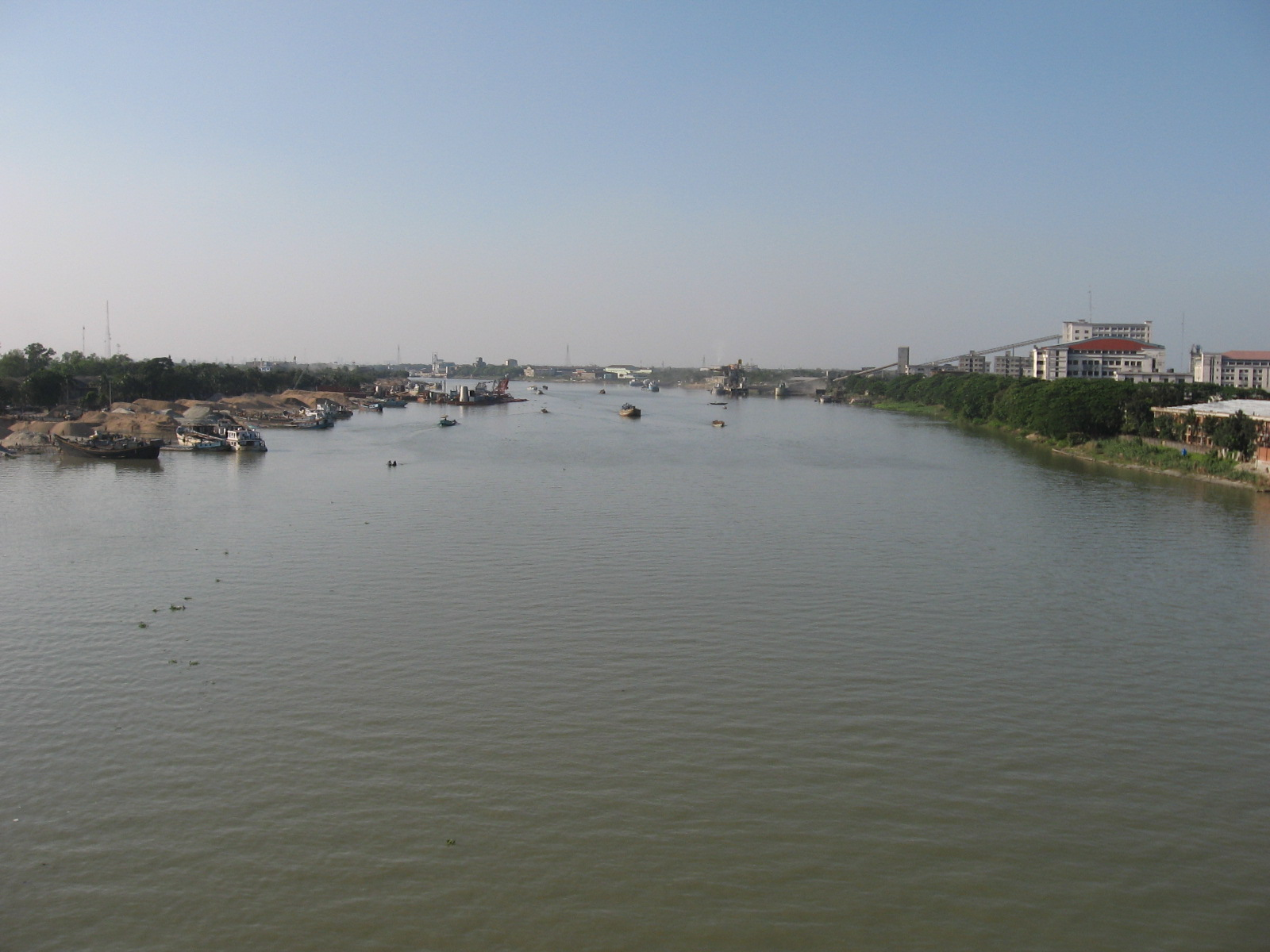

西塔拉克什亞河（Shitalakshya River），又稱拉克什亞河（Lakhya Rive），是孟加拉的河流，屬於舊布拉馬普特拉河的分流，最終注入梅格納河。河道全長110公里，平均水深10米，最大水深21米，河道上的港口有船隻前往該國不同地方。
23°34′14″N 90°32′02″E / 23.57056°N 90.53389°E